# 艾梅·塞泽尔
艾梅·费尔南·达维德·塞泽尔（法語：Aimé Fernand David Césaire；1913年6月26日—2008年4月17日），北美洲加勒比地区法国殖民地馬提尼克出身的黑人诗人、作家、政治家，法国共产党成员、马提尼克进步党创始人。艾梅·塞泽尔是黑人政治和文化解放运动的先驱。1950年，他要求欧洲对几个世纪以来白人在非洲对黑人犯下的罪行和暴行负责。由他引起的非洲解放运动是“欧洲征服整个非洲大陆的殖民主义时代”结束的开端。

## 主要作品
報告書
- Cahier 记录本

小說
- Une Tempete 暴風雨

詩集
- Return to My Native Land 返鄉之路

論述
- On Colonial Discourse 殖民論述